# Pedro Ovalle y Landa
Pedro Ovalle y Landa (Santiago, 1791 - Santiago, 1858) fue un político chileno.
Estudió Leyes en la Universidad de San Felipe, donde logró un doctorado en Leyes en 1826. Participó en la firma de la Constitución Política del Estado de 1823. Fue diputado suplente por Rancagua en las elecciones de ese año, pero nunca ocupó la titularidad. 
Secretario del Senado Conservador de 1824. Senador Propietario por Chiloé en 1829-1834, en este período integró la Comisión permanente de Negocios Eclesiásticos.
Senador por Llanquihue en 1834-1843; participó de la Comisión permanente de Educación y Beneficencia y la de Hacienda y Artes. Senador por Santiago en 1843-1852, formó parte de la Comisión permanente de Legislación y Justicia.